# John Flamsteed
Pour les articles homonymes, voir Flamsteed.
John Flamsteed, né le 19 août 1646 à Denby (Derbyshire) et mort le 31 décembre 1719 à Burstow (Surrey), est un astronome britannique.

## Biographie
Fils unique de Stephen Flamsteed et de sa première femme Mary Spadman, il a été éduqué à Derby, en école libre, puis à l'église de St Peter de la Derby School. À cette époque très puritaine, il eut une éducation en latin très solide qui lui permit de lire la littérature scientifique essentielle du moment. Il quitta l'école en 1662.
Son père lui apprit l’arithmétique et les fractions. Il développa par la suite un intérêt pour les mathématiques et l'astronomie. Son premier écrit, Mathematical Essays, porte sur un quadrant astronomique et paraît en 1665 alors qu'il est âgé de 19 ans. En 1675, il rencontre le roi Charles II et est nommé par décret Observateur Astronomique du Roi, chargé d'établir un observatoire afin de réaliser une carte des étoiles plus précise.
D'un caractère difficile, il eut, lors des travaux d'impression de l'Historia Coelestis Britannica, de nombreux démêlés avec Newton qui était lui aussi tenace.
Il fut membre de la Royal Society de février 1676 jusqu'à sa mort et fut le premier chargé des travaux astronomiques à l'Observatoire royal de Greenwich (1676) où avec des moyens fort imparfaits, il obtint des résultats remarquables.
Sa femme Margaret demanda dans son testament à être enterrée dans la même tombe que lui. C'est elle qui garda ses papiers à sa disparition et publia ses travaux à titre posthume. Ses instruments, eux, ont disparu.

## Œuvres
Il calcula avec précision l'éclipse solaire de 1666 ainsi que celle de 1668.
Il proposa pour la construction des cartes une projection qui diffère de celle de Mercator et qui est connue sous le nom de projection ou Désignation de Flamsteed. Ce système de projection pour la désignation stellaire est encore utilisé de nos jours.
Le 16 août 1680, il catalogue une étoile, dans la constellation de Cassiopée, que les astronomes sont incapables de confirmer. Nommée 3 Cassiopae, trois cents ans plus tard, l'astronome William Ashworth a supposé que Flamsteed pouvait avoir vu la plus récente supernova de l'histoire de notre galaxie.
En 1680-1681, il comprend le premier que les deux comètes successivement apparues en novembre et décembre 1680 n'en sont qu'une, celle-ci ayant inversé sa direction lors de son passage derrière le Soleil. Il adresse trois lettres à Isaac Newton où il lui présente sa théorie fondée sur l'existence de forces d'attractions et de répulsions semblables à celles de deux aimants entre le Soleil et la comète. Mais Newton récuse à l'époque la possibilité d'une interaction entre les deux astres : il n'applique pas encore aux comètes, qui pour lui ont une trajectoire rectiligne et n'appartiennent pas au Système solaire, les mêmes règles que pour les planètes. Newton utilisera par la suite les données de Flamsteed qui lui ont été communiquées par Edmund Halley, l'assistant de Flamsteed avec qui il avait jusque là de bonnes relations.
En décembre 1690, il fait une pré-découverte en observant ce qu'il croit être une étoile et la nomme 34 Tauri, en fait il s'agit d'Uranus, découverte 91 ans plus tard.
Comme Astronome royal, il passe près de 40 ans à observer, méticuleusement enregistrer et noter par désignation et positions pour son catalogue des étoiles. Il triple le nombre d'entrées de l'atlas de Tycho Brahe.
Ne voulant pas ternir sa réputation en lâchant des données non vérifiées, il les garde pour lui à Greenwich. En 1712, Isaac Newton, alors président de la Royal Society, et Edmond Halley accèdent aux données et publient un catalogue des étoiles piraté.
Flamsteed réussit à récupérer 300 des 400 impressions de ce catalogue et les brûle. « Si Sir Newton et le Dr Halley avaient été raisonnables, je le leur aurais fourni à tous deux avec grande bonté », dira-t-il à son assistant Abraham Sharp.
Publiée à titre posthume en 1725 par sa femme Margaret, son Historia Coelestis Britannica est un des plus riches dépôts d'observations ; on y trouve un catalogue de 2935 étoiles situées avec la meilleure précision atteinte à l'époque. Les désignations numériques de Flamsteed sont toujours utilisées aujourd'hui.
On lui doit un atlas céleste, publié par sa femme en 1729, Atlas Coelestis, avec l'assistance de Joseph Crosthwait et Abraham Sharp pour la partie technique.

## Honneurs
- Membre de la Royal Society
- La Société d'Astronomie Flamsteed, nommée en son honneur, est basée à l'Observatoire royal de Greenwich[6].
- Un cratère de la Lune porte son nom depuis 1974 : le cratère Flamsteed[7].
- Un astéroïde découvert en 1980 est nommé en son honneur : (4987) Flamsteed[8].
- Des écoles et immeubles scientifiques portent son nom dans le Derbyshire.

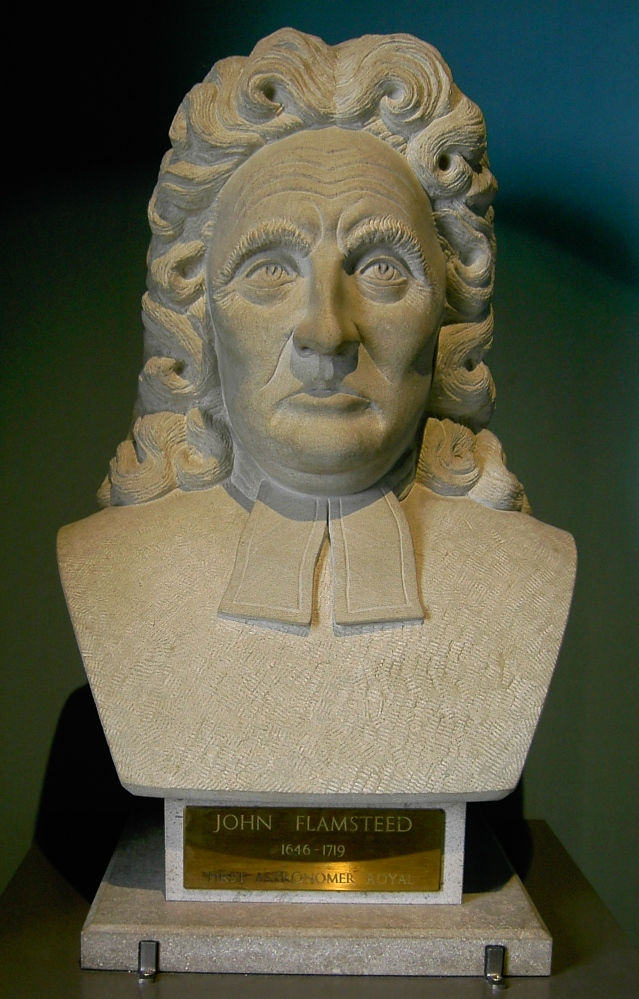
Buste de John Flamsteed au Museum of the Royal Greenwich Observatory
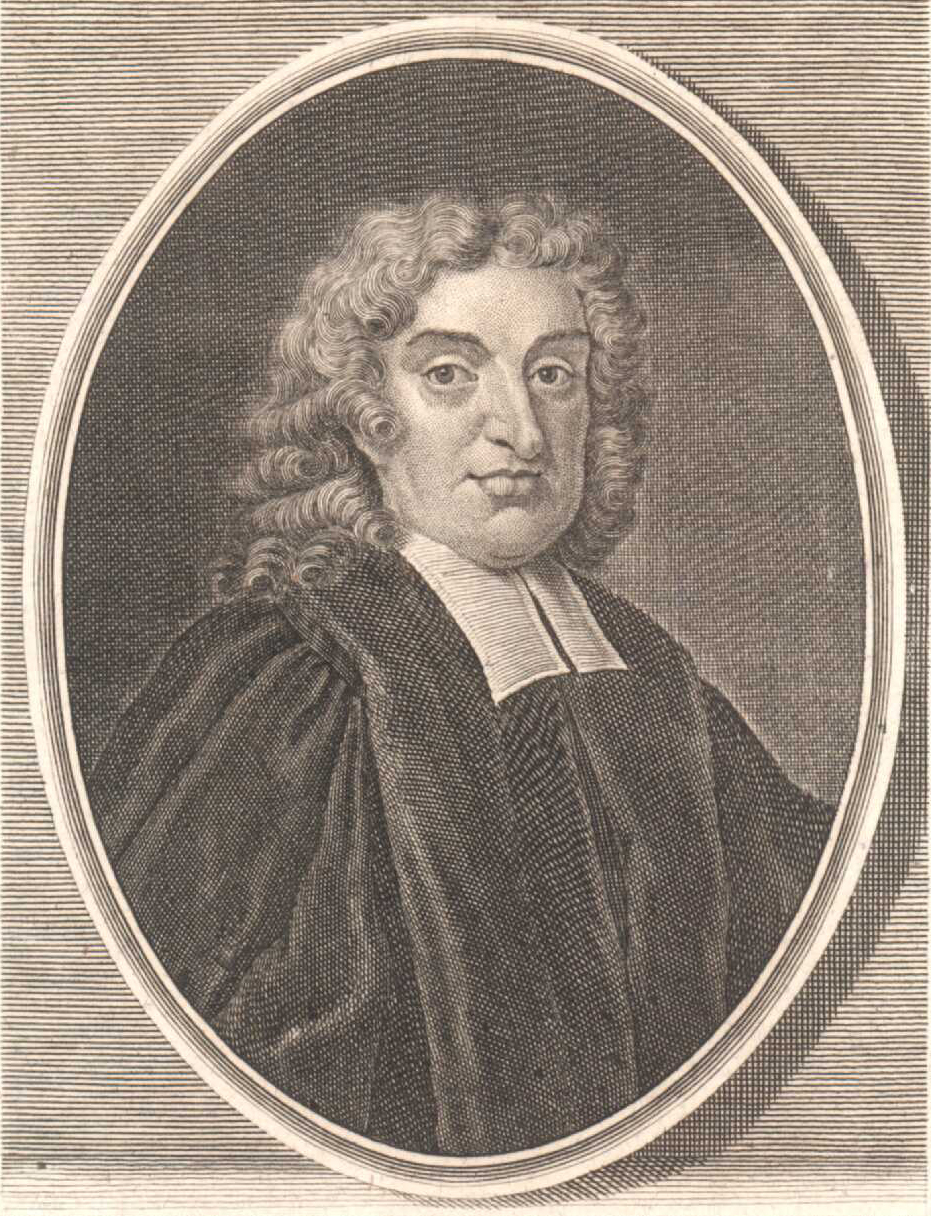
Gravure de John Flamsteed par Ambroise Tardieu